# Prohibicija u Kanadi
Prohibicija u Kanadi predstavlja zakonsku zabranu prodaje, proizvodnje i upotrebe alkohola u Kanadi od mjesnih općinskih i gradskih zabrana krajem 19. preko pokrajinskih zabrana početkom 20. stoljeća do zabrane na državnoj razini u vidu privremene ratne mjere između 1918. i 1920. godine kada je većina pokrajina povukla odredbe prohibicije. Na pokrajinskoj razini prohibiciju je najdulje provodio Otok Princa Edwarda na kojem je alkohol bio protuzakonit između 1901. i 1948. godine.
Veliki utjecaj na donošenje prohibicije imale su statistike prema kojima je na svakih 478 Kanađana bila otvorena jedna krčma (prema Kanadskom popisu 1851. u zemlji je radilo 1.999 krčmi i gostionica). Pijanstvo, tučnjave po krčmama i remećenje javnog reda i mira, kao i nasilje u obitelji bili su učestalo uzrokovani alkoholizmom koji je u Kanadi bio raširen u svim društvenim slojevima te podjednako među muškarcima i ženama.
Najglasniji zagovornici zabrane alkohola bili su okupljeni oko trezvenjačkog pokreta koji je sa zamjetnijim djelovanjem započeo nakon donošenja Mainskog zakona 1851. u američkoj saveznoj državi Maine kojim je u toj državi alkohol proglašen protuzakonitim.
Trezvenjački pokret potekao je iz protestantskih denominacija (baptista, metodista, prezbiterijanaca), ali ga je podržala i Katolička crkva. Jedna od najvećih i najutjecajnijih trezvenjačkih organizacija bila je Ženska kršćanska trezvenjačka zajednica (WCTU). Zahvaljujući pritisku WTCU-a u školama u Novoj Scotiji učile su se štetne posljedice alkohola na ljudsko zdravlje i na samo ljudsko tijelo. Do završetka 19. stoljeća takvi programi uvedeni su u škole u gotovo svim pokrajinama zbog čega se takav obrazovni pristup u javnosti smatra počecima javnog zdravstva u Kanadi.
Godine 1878. na snagu je stupio Trezvenjački akt prema kojem je na području cijele dotadašnje Kanadske konfederacije svim općinama omogućena zabrana proizvodnje i prodaje alkohola putem većine na mjesnom referendumu. Godine 1898. održan je i federalni Referendum o prohibiciji, dotad prvi referendum u Kanadi na državnoj razini, Od 44% pristupnika, njih 51% glasalo je za zabranu alkohola dok je 49% bilo protiv. Unatoč tome, premijer Wilfrid Laurier odbacio je rezultate referenduma smatravši kako 13.000 glasova razlike nije dovoljno za prolazak referendumskog zahtjeva, posebice iz razloga što je Quebec glasao premoćno protiv prohibicije.
U razdoblju 1900. – 1914. brojne općine postaju »čiste zajednice« (dry communities - doslovno »suhe zajednice«) tj. mjesta sa zabranom proizvodnje, prodaje i točenja alkohola te se do 1928. zatvorilo 75% svih kanadskih destilerija. Prvi svjetski rat bio je i svojevrstan »okidač« za uspon trezvenjaštva te je prohibicija na snagu stupila dolaskom nove vlade 1917. godine i odnosila se na alkoholna pića s udjelom alkohola većim od 2,5% te je zabranila i trgovanje alkoholom među pokrajinama.
Kanadski Indijanci, zvani Prvim narodima, također su bili predmetom rasprava u kanadskoj politici koje su iznjedrile Indijanski zakon 1876. Zakon je bio pokušaj kanadskih vlasti da putem prohibicije uključe (asimiliraju) Indijance među Kanađane dajući kanadsko državljanstvo (a time i bolje uvjete života i životne mogućnosti) ako javno dokažu svoju čistoću« jer je prema Indijancima postajala lažna predodžba o izraženoj sklonosti prema alkoholu, prisutna i u spomenutom zakonu koji je u potpunosti opozvan 1985. godine kada je proglašen ništetnim.
Za razliku od Sjedinjenih Državama, u kojima je prohibicija iznjedrila dvije štetne posljedice (udarac na gospodarstvo i jačanje sive ekonomije, time i mafije predvođene Al Caponeom), Kanada je takav scenarij izbjegla omogućavanjem proizvodnje i prodaje alkohola samo u svrhu izvoza, čime je izbjegnuto gašenje većeg dijela pivovara, vinarija, destilerija i drugih proizvodnih pogona. No, zbog dugačke granice sa SAD-om, glavnim izvoznim tržištem kanadskog alkohola, uzduž granice djelovala je raširena američko-kanadska mreža koja je vlastitim prijevozom nastojala izbjeći carine i druge državne namete kako bi plasirajući povoljniji alkohol zaradila na razlici.